# Euphorbia kirkii
Euphorbia kirkii es una especie fanerógama perteneciente a la familia de las euforbiáceas.  Es originaria de  África oriental. 

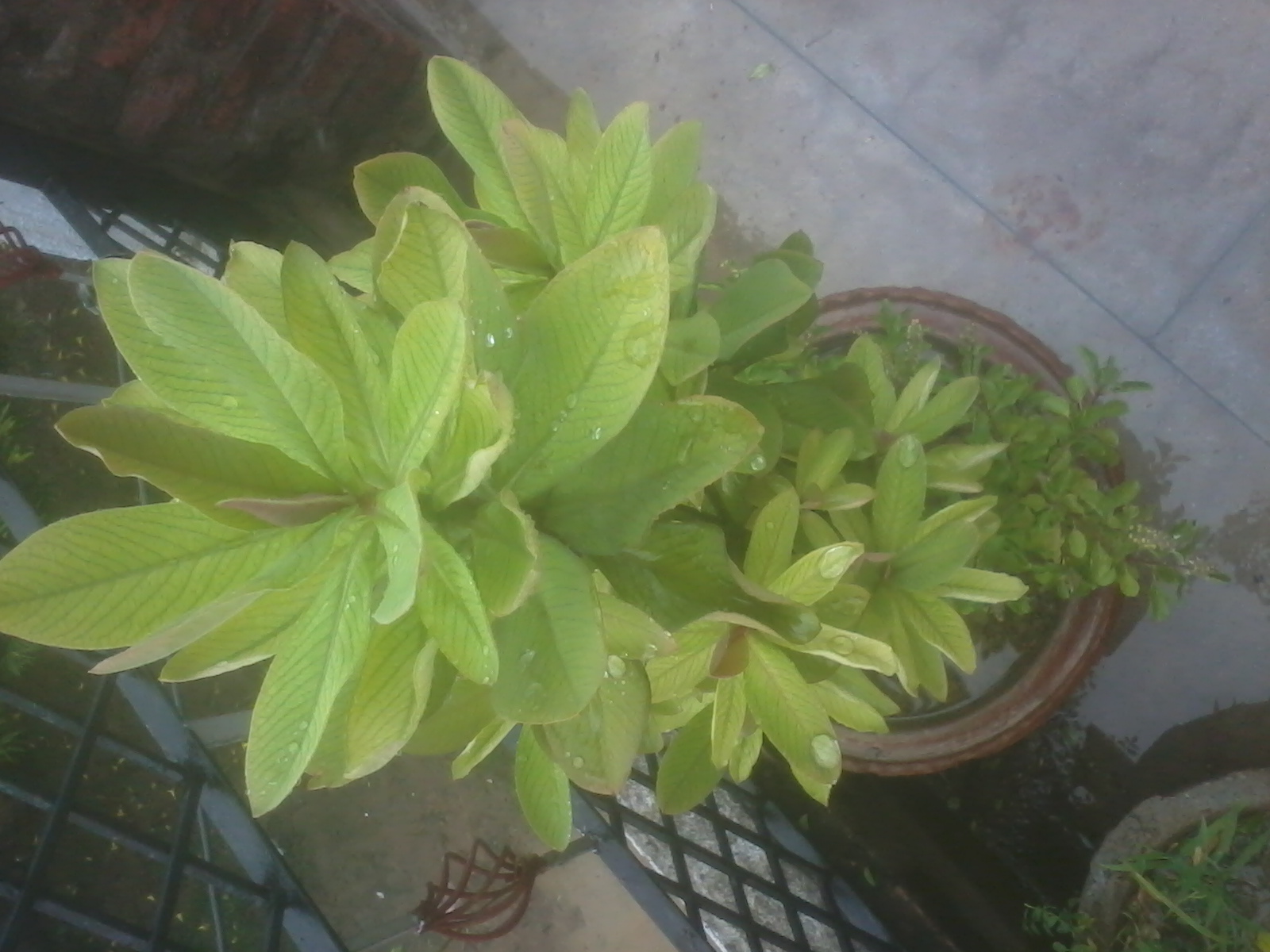
Vista de la planta

## Descripción
Son arbustos que alcanza un tamaño de 2-3 m de altura, o pequeños árboles de 4 m. Las hojas de 11-18 × 5-8 cm, obovadas a ampliamente obovadas, obtusos a poco apiculadas en el vértice. Las inflorescencias en cimas de 2-6, axilar, pseudumbeladas, sobre pedúnculos pubescentes 2.5-4 cm de largo, cada 1-2 veces dicotómicamente bifurcados con un ciatio sésil (involucro) en cada tenedor y en las puntas de la ramillas finales. El fruto es una cápsula de 6.5 × 6 mm, en profundidad y de forma aguda lobulado, pubescente finas; semillas de 2.8 × 2.2 mm, ovoides, densamente y minuciosamente verrugosa, de color amarillento.

## Taxonomía
Euphorbia kirkii fue descrita por (N.E.Br.) Bruyns y publicado en Taxon 55: 413. 2006.
Etimología
Euphorbia: nombre genérico que deriva del médico griego del rey Juba II de Mauritania (52 a 50 a. C. - 23), Euphorbus, en su honor – o en alusión a su gran vientre –  ya que usaba médicamente Euphorbia resinifera. En 1753 Carlos Linneo asignó el nombre a todo el género.
kirkii: epíteto otorgado en honor de John Kirk (1832-1922),  naturalista, cónsul y explorador inglés en Zanzíbar, quien recolectó la planta en África oriental y fue compañero de David Livingstone.
Sinonimia
- Synadenium gazense N.E.Br.
- Synadenium kirkii N.E.Br.[5][6]